# Kelj fel, komám, ne aludjál!
A Kelj fel, komám, ne aludjál! egy 2002-ben készült és 2003-ban bemutatott magyar filmszatíra Jancsó Miklós rendezésében, az „ezredfordulós hexológiájának” negyedik része.

## Történet
Kapa és Pepe hadifogoly lesz saját hazájában, a történet itt indul. Aztán sorra kerülnek vicces, humoros helyzetekbe, s a főszereplők között Jancsó Miklós is szerepel.

## Érdekességek
Ebben a filmben szerepel a Bëlga zenekar, a "..., szevasztok!", "Magyar nemzeti hip-hopot!" mémekről is elhíresült, Nemzeti hip-hop, valamint a Sámán című klipje, melyekben a rendező szintén szerepel.

## Szereplők
- Mucsi Zoltán – Kapa
- Scherer Péter – Pepe
- Jancsó Miklós
- Schell Judit
- Fesztbaum Béla
- Tóth Ildikó
- Hernádi Gyula
- Lovasi András
- Szabados Mihály